# نظریه قیمت‌گذاری آربیتراژ
نظریه قیمت‌گذاری آربیتراژ (به انگلیسی: Arbitrage Pricing Theory) در امور مالی، یک نظریه عمومی در قیمت‌گذاری است، که بازدهی را به صورت یک رابطه خطی، با چند فاکتور بنیادی و کلان اقتصادی، مدل‌سازی می‌کند. تئوری قیمت‌گذاری آربیتراژ توضیح می‌دهد، که چه عواملی باعث ایجاد تفاوت میان میزان بازده اوراق بهادار مختلف در یک بازار واحد می‌شود. در این روش قیمت دارایی‌ها براساس تنزیل جریانات نقدی مورد انتظار و با اعمال نرخ تنزیل به دست آمده از مدل آربیتراژ محاسبه می‌شود.
مبنای مدل قیمت‌گذاری آربیتراژ «قانون قیمت واحد» می‌باشد. به عبارتی دو دارایی که دارای ریسک و بازده مشابهی باشند، نمی‌توانند با قیمت‌های متفاوتی معامله شوند. قیمت‌گذاری نادرست به سرعت از بین می‌رود و آربیتراژ سرانجام تعادل را در بازار، میان ریسک و بازده ایجاد می‌کند. سود (بازده) بدون ریسک یا بدون سرمایه‌گذاری در بازار پایدار نخواهد بود. مدل قیمت‌گذاری آربیتراژ محصول عقل سلیم و جبر خطی است. سرمایه‌گذاران در ازای نگهداری دارایی، انتظار دریافت بازده را دارند، که به چند فاکتور عمومی بستگی دارد، سرمایه‌گذار نمی‌تواند در تمام شرایط از یک پرتفولیوی سرمایه‌گذاری، نسبت پرتفوی‌های جایگزین موجود در بازار، بازدهی اضافی به دست آورد، در نتیجه رابطه خطی بین بازده مورد انتظار و فاکتورهای بنیادی وجود دارد. نظریه قیمت‌گذاری آربیتراژ نخستین بار در سال ۱۹۷۶ توسط اقتصاددانی بنام استیون راس مطرح شد.